# Paestum
Paestum az UNESCO világörökség részeként elismert romváros Campania vidékén, Salerno megyében, Olaszországban. A hely Capaccio községhez tartozik.
A várost Poseidonia néven i. e. 600-ban szübariszi görögök alapították. Virágzásáról a Kr. e. 5. és 6. századi nagy templomok tanúskodnak, amelyek romjai a mai napig láthatóak. Kr. e. 273-ban a lukániaiak meghódították és Phaistos néven latin tartomány lett. A római császárság idejében a város veszített mind a jólét, mind a fontosság terén. A 9. századi szaracén, illetve a 11. századi normann pusztítások következtében lakatlanná vált. Hanyatlását a környék elmocsarasodása és a maláriaveszély is siettette. A lakosság a betegséget kerülendő elmenekült egy magasabban fekvő területre, ahol megalapították Capaccio települést.
Paestum az görög és római időkből jelentős műemlékekkel szolgál. Különös jelentőséggel bír a három dór templom, amelyek a stílus építészeti korszakában mintaértékűnek számítanak. 
Az ősi bazilika (Kr. e. 450-ben), amely Hérának volt szentelve, az egyik legnagyobb görög kőtemplom volt a maga idejében. Athéné temploma (Kr. e. 500-ban) (korábban Cerest tisztelték benne) jelentősen kisebb, de formában kiemelkedőbb. A Poszeidón-templom (Kr. e. 450-ben), úgyszintén Hérának szentelt, az akkoriban emelt olimpiai Zeusz-templom építészeti formáját idézi.
Továbbá egy kisebb amfiteátrum, a polgárok gyülekezőhelye, a fórum, és a római idő számos nyilvános épülete érdemel említést. Ugyancsak jó állapotban van a 4,75 km hosszúságú városfal, amely lukániai és római építészeti korszakokra tesz tanúbizonyságot. A négy városkapu római korú.
A múzeum a dél-olaszországi ókori görög kultúra leleteinek gyűjteményét mutatja be valamint a Paestum környékén talált tárgyakat állították ki, főként a görög és lukániai temetőkből. Ezenkívül számos vázát, fegyvert és festett kőtálat, ez utóbbiak koporsófödélként vagy oldalfalként szolgáltak.
A 11. század után Paestum feledésbe merült, és csak a 18. században fedezték fel, egy időben Pompeiivel és Herculaneummal. A település újra felfedezését nagy érdeklődés övezte.

## Látogatása
A romváros és a vele szemközt felépített múzeum egy közös jeggyel látogatható. A romvárosban megtekinthetőek a város kövezett utcái, házai, a római fórum, fürdők, egy görög színház és templomok. Az utca túloldalán álló múzeumban megtekinthető a nagyon gazdag leletanyag, a használati tárgyak széles köre, a templomok és lakóházak díszítése, katonai felszerelések, a búvár sírjának híres falképe és további sírok számtalan illusztrációja.

## Galéria

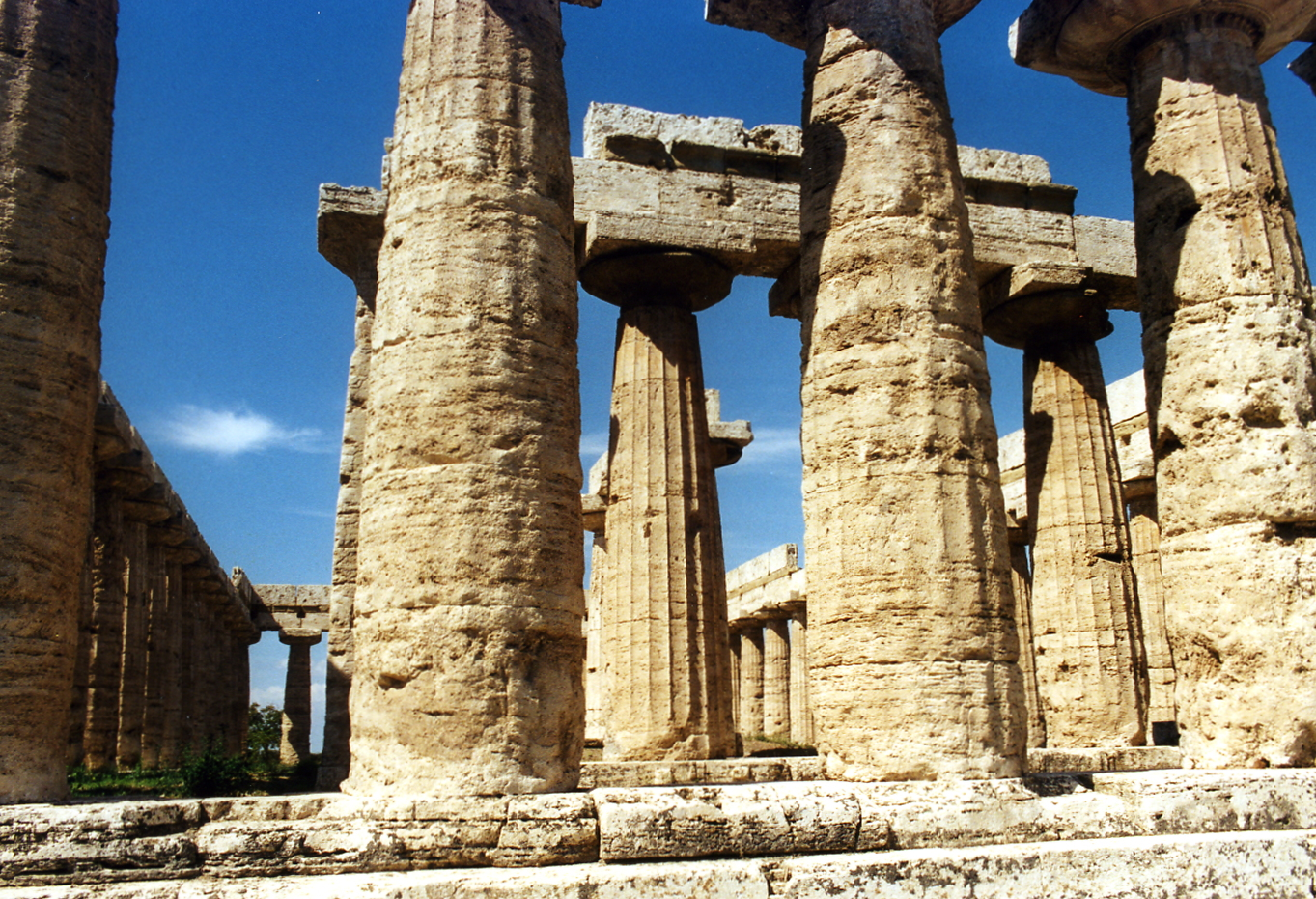
Héra temploma
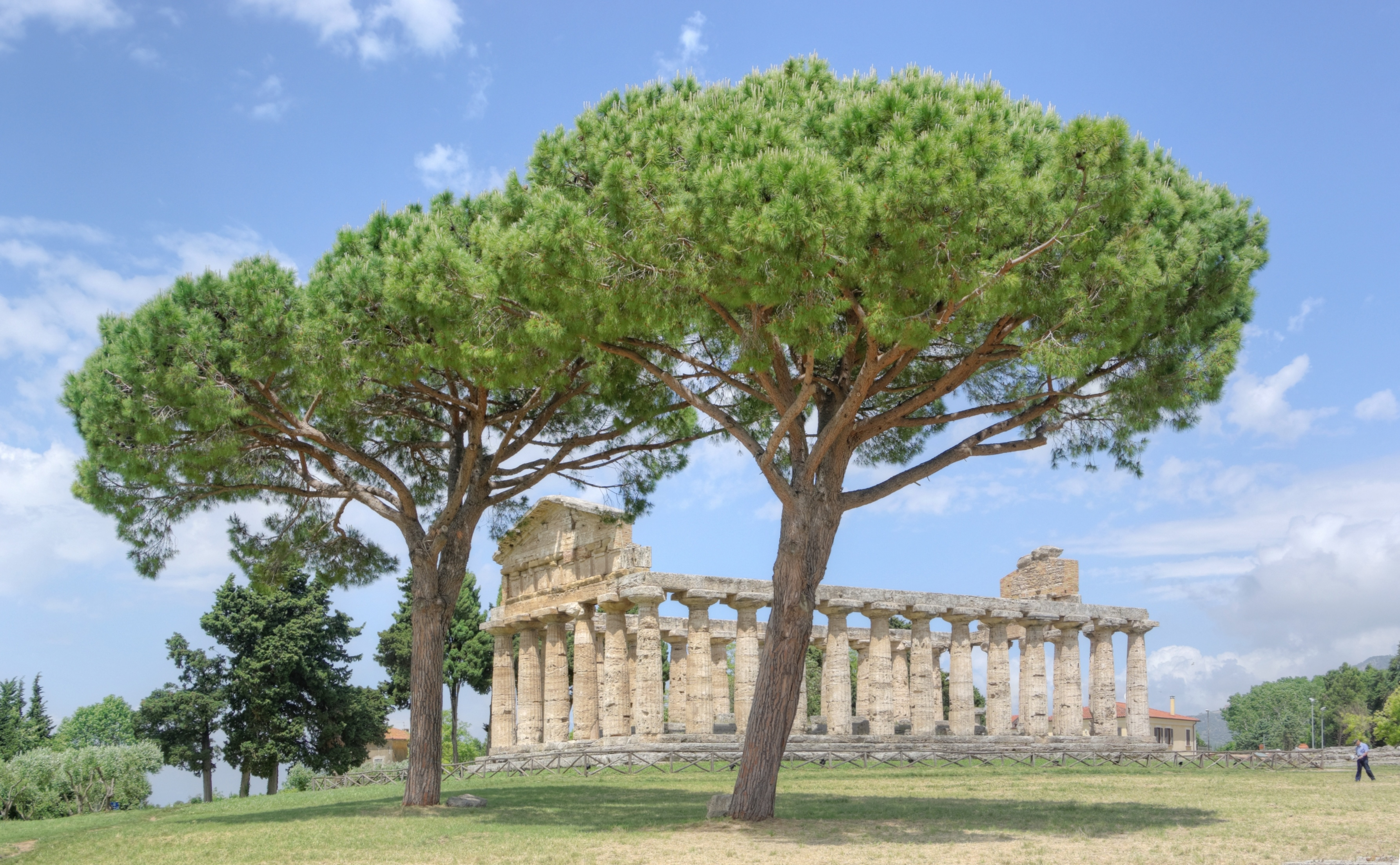
Athéné temploma
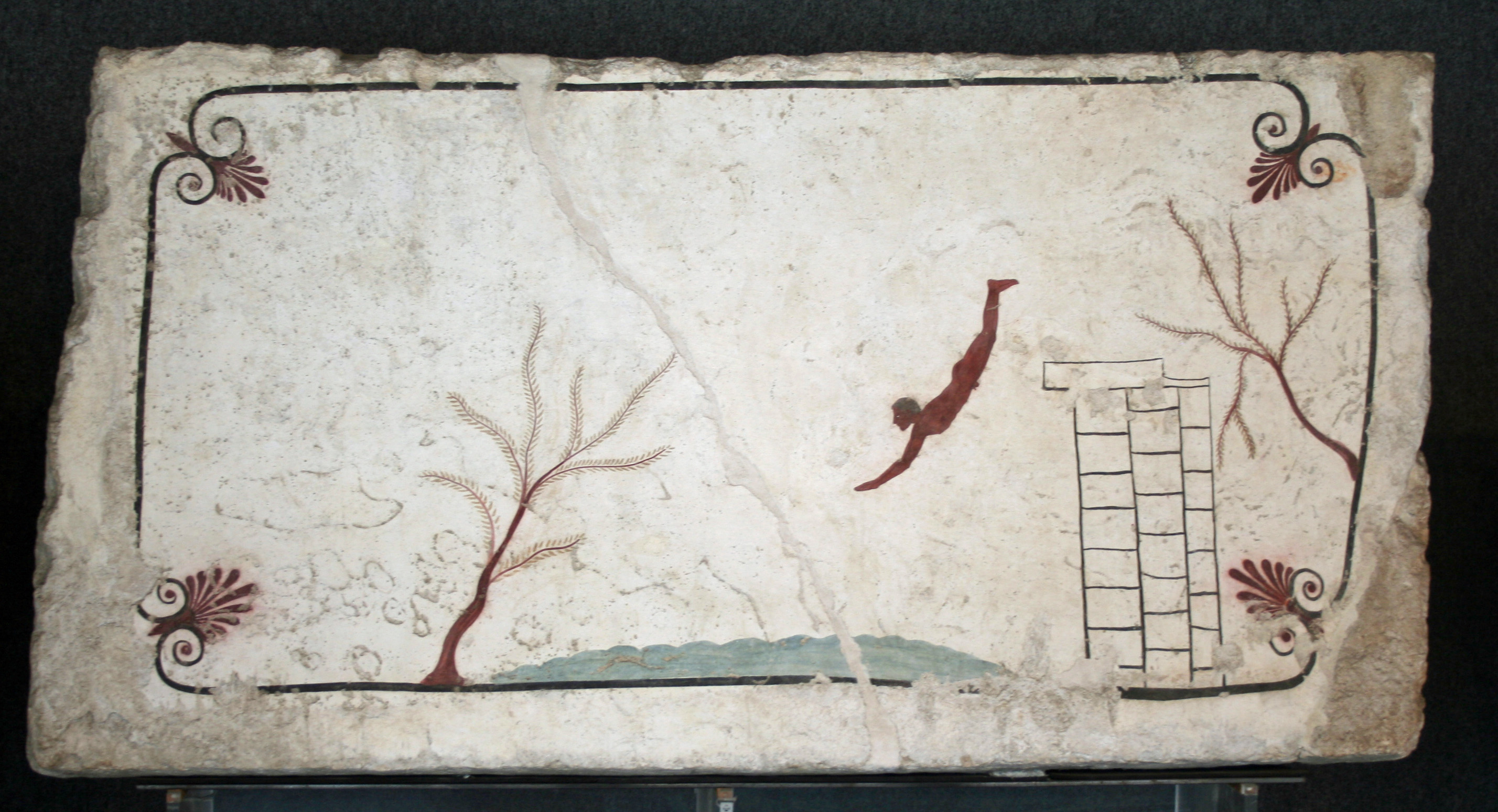
A búvár sírja
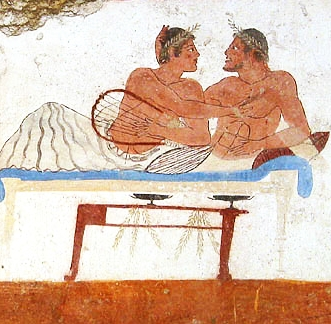
A búvár sírjának egyik illusztrációja
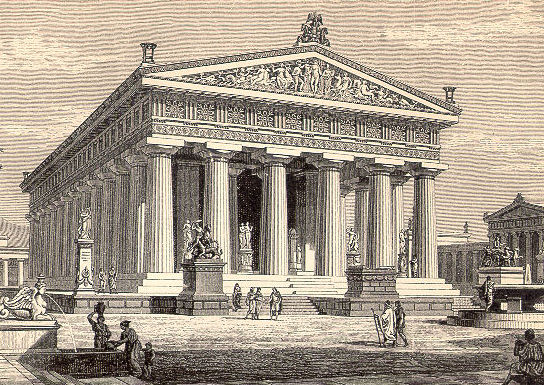
A Poszeidón-templom rekonstrukciós képe (Pierers Universal-Lexikon, 1891)
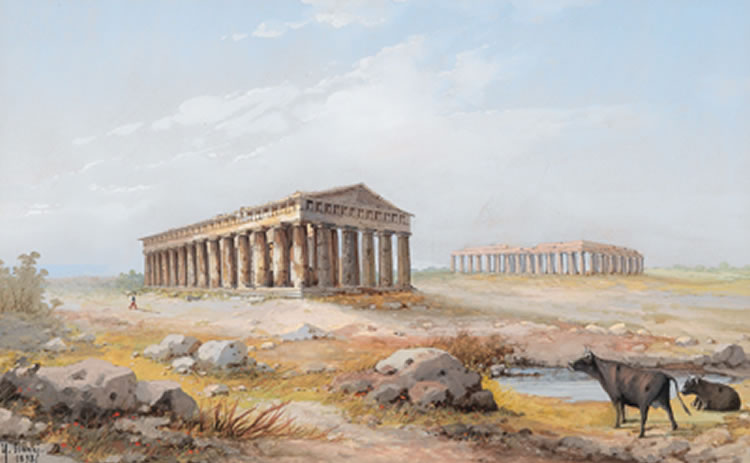
Poszeidón és Héra temploma, akvarell 1898-ből